# Portsmouth Football Club 1987-1988
Questa voce raccoglie le informazioni riguardanti il Portsmouth Football Club nelle competizioni ufficiali della stagione 1987-1988

## Stagione
Alla prima stagione in prima divisione dopo ventotto anni di assenza, il Portsmouth lottò per non retrocedere assieme a diverse squadre: avvantaggiati rispetto alla concorrenza fino a nove giornate dalla fine, i Pompey subirono un graduale declino che li mise fuori gioco con due gare di anticipo, concludendo infine all'ultima posizione valida per la retrocessione automatica. Eliminato al secondo turno della Coppa di Lega, il Portsmouth ebbe delle prestazioni positive in FA Cup, dove venne eliminato dal Luton Town ai quarti di finale, dopo aver estromesso principalmente delle squadre provenienti dalle divisioni inferiori.

## Divisa e sponsor
Lo sponsor tecnico per la stagione 1987-1988 è Admiral, mentre lo sponsor ufficiale è Southcoast FIAT.
| Manica sinistra · Manica sinistra · Maglietta · Maglietta · Manica destra · Manica destra · Pantaloncini · Calzettoni |

## Rosa
| N. |                        | Ruolo | Calciatore     |
| -- | ---------------------- | ----- | -------------- |
|    | Inghilterra (bandiera) | P     | Andrew Gosney  |
|    | Inghilterra (bandiera) | P     | Alan Knight    |
|    | Inghilterra (bandiera) | D     | Noel Blake     |
|    | Irlanda (bandiera)     | D     | Liam Daish     |
|    | Inghilterra (bandiera) | D     | Billy Gilbert  |
|    | Inghilterra (bandiera) | D     | Paul Hardyman  |
|    | Inghilterra (bandiera) | D     | Lee Sandford   |
|    | Inghilterra (bandiera) | D     | Kenny Swain    |
|    | Inghilterra (bandiera) | C     | Kevin Ball     |
|    | Irlanda (bandiera)     | C     | Eamonn Collins |
|    | Inghilterra (bandiera) | C     | Lee Darby      |

| N. |                        | Ruolo | Calciatore      |
| -- | ---------------------- | ----- | --------------- |
|    | Inghilterra (bandiera) | C     | Kevin Dillon    |
|    | Inghilterra (bandiera) | C     | Mike Fillery    |
|    | Inghilterra (bandiera) | C     | Vincent Hilaire |
|    | Galles (bandiera)      | C     | Barry Horne     |
|    | Inghilterra (bandiera) | C     | Clive Whitehead |
|    | Inghilterra (bandiera) | A     | Terry Connor    |
|    | Irlanda (bandiera)     | A     | Mark Kelly      |
|    | Stati Uniti (bandiera) | A     | John Kerr       |
|    | Inghilterra (bandiera) | A     | Andrew Perry    |
|    | Inghilterra (bandiera) | A     | Micky Quinn     |